# Noda

Noda (野田市 Noda-shi?), este un municipiu din Japonia, prefectura Chiba.